# Пашкевич Василь Михайлович
Васи́ль Миха́йлович Пашке́вич (* 1989) — майор Збройних сил України, спортсмен, учасник російсько-української війни.

## Життєпис
У мирний час проживає в місті Київ. Брав участь у боях на сході України в складі 95-ї окремої десантно-штурмової бригади.
Зазнав важкого поранення наприкінці червня 2014 року під час рейду на Савур-могилу. Тоді підрозділ потрапив у засідку, Василь зазнав осколкового поранення — пробило та рознесло каску на голові. Каже, що лишився живий завдяки волонтерам.
Реабілітувавшись, тільки зміг самостійно ходити, одразу повернувся до занять спортом та в ряди війська.
На Іграх Нескорених-2017 здобув для української збірної другу золоту медаль — виборов перше місце у змаганнях з пауерліфтингу.
Станом на лютий 2017 року — начальник групи оперативних чергових штабу, в/ч А0222. Проживає з дружиною Мельник Катериною Валеріївною.

## Нагороди
- Орден «За заслуги» III ступеня[1]